# 東京大学運動会ボディビル&ウェイトリフティング部
東京大学運動会ボディビル&ウェイトリフティング部（とうきょうだいがくうんどうかい ボディビル アンド ウェイトリフティングぶ、通称：B&W部、ビーダブ）は、東京大学運動会に所属する運動部であり、ボディビルおよびパワーリフティングの学生大会への参加を主な活動内容としている。なお、部名にあるウェイトリフテングは創部当初に競技として行われていたが、現在では行われていない。

## 歴史
- 1965年（昭和40年）東京大学駒場寮内のボディビルサークルとして設立。
- 1966年（昭和41年）学友会に加盟。その後、正式に運動会へ加盟。
- 2006年（平成18年）東京大学総長賞受賞。

## 主な活動
毎年5月と11月に行われる関東学生パワーリフティング選手権大会・全日本学生パワーリフティング選手権大会（5月のみ）、および毎年10月に行われる関東学生ボディビル選手権大会・全日本学生ボディビル選手権大会への参加を主な活動内容としている。その他、関東学生パワーリフティング連盟所属大学の新入生向けのノーギア大会である国公私立パワーリフティング選手権大会の主催や、東京大学の学園祭である五月祭へのイベント参加なども活動の一環である。

## 戦績
- 学生ボディビルおよび学生パワーリフティング競技において比較的安定して好成績を収め続けており、東京大学としては珍しい部類に入る。
- 2009年 第88回関東学生パワーリフティング選手権大会 団体優勝
- 2008年 第49回関東学生ボディビル選手権大会 団体優勝